# دریای جان
دریای جان (سیری در آراء و احوال شیخ فریدالدین نیشابوری) نام کتابی از هلموت ریتر (۱۸۹۲ - ۱۹۷۱) نویسنده، پژوهشگر و خاورشناس مشهور آلمانی است که به بررسی زندگی و چهار مثنوی از شیخ فریدالدین عطار نیشابوری شاعر بزرگ قرن ششم هجری در ایران اختصاص دارد. این کتاب  در سال ۱۳۷۳ شمسی به اهتمام محمود اسعدی و مجلد نخست ان توسط  عباس زریاب خویی به فارسی روان ترجمه شد. دو فصل اول دریای جان ابتدا در ماهنامه کیهان فرهنگی منتشر و سپس همزمان با کنگره جهانی عطار نیشابوری در سال ۱۳۷۴ منتشر گردید.پس از درگذشت عباس زریاب خویی ؛ محمود اسعدی ترجمه مجلد دوم دریای جان را به مهر افاق بایبردی سپرد که با مقدمه ایشان بعنوان دبیر کنگره جهانی عطار  در دو مجلد انتشار یافت .این اثر یکی از منابع خوب برای تحقیق در مبانی عرفان اسلامی ـ ایرانی، خاصه شعر و اندیشهٔ عطار نیشابوری است. دریای جان نخستین بار در سال ۱۹۵۵ میلادی (۱۳۳۴ خورشیدی) انتشار یافت و پس از آن مکرر به چاپ رسیده‌ است.